# Перше головне управління КДБ СРСР
Перше головне управління КДБ СРСР (ПГУ) — структурний підрозділ Комітету державної безпеки Радянського Союзу, відповідальне за зовнішню розвідку.

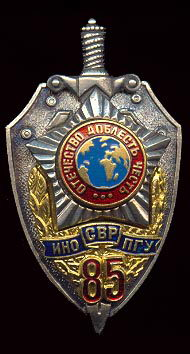
Пам'ятний знак 85 років ИНО-ПГУ-СВР

## Історія зовнішньої розвідки
- 20 грудня 1920 року — організовано Іноземний відділ (ІНВ) ВНК при НКВС РРФСР. Його очолив Давидов (Давтян) Яків Христофорович
- 6 лютого 1922 року — ІНВ ВНК перейменовано на ІНВ ДПУ НКВС РРФСР
- 2 листопада 1923 року — створено Іноземний відділ Об'єднаного державного політичного управління (ОДПУ) при Раді народних комісарів (РНК)
- 10 липня 1934 року — зовнішню розвідку передано у підпорядкування 7 відділу Головного управління державної безпеки (ГУДБ) НКВС СРСР
- липень 1939 року — у зв'язку з черговою реорганізацією НКВС розвідку зосереджено у 5 відділі ГУДБ НКВС СРСР
- лютий 1941 року — створено I Управління НКДБ СРСР, на яке покладено ведення зовнішньої розвідки
- квітень 1943 року — розвідку зосереджено у I Управлінні НКДБ СРСР
- березень 1946 року — створено I Управління МДБ СРСР, що займалось зовнішньою розвідкою
- 1947 рік — прийнято рішення щодо створення Комітету інформації (КІ) при Раді Міністрів СРСР, який об'єднує зовнішню політичну та військову розвідки
- лютий 1949 року — КІ при РМ СРСР реорганізовано в КІ при Міністерстві закордонних справ
- січень 1952 року — створено Перше Головне управління (ПГУ) МДБ СРСР
- березень 1953 року — ПГУ МДБ реорганізовано на 2 Головне Управління МВС СРСР
- березень 1954 року — зовнішню розвідку покладено на Перше головне управління (ПГУ) Комітету державної безпеки при РМ СРСР
- липень 1978 року — ПГУ КДБ при РМ СРСР перейменовано на ПГУ КДБ СРСР
- листопад 1991 року — ПГУ КДБ СРСР було перетворено на Центральну службу розвідки СРСР, формально незалежну від КДБ
- після розпаду СРСР у грудні 1991 року — ЦСР СРСР була реорганізована у Службу зовнішньої розвідки РРФСР.

В ПГУ КДБ СРСР проходили службу багато російських політиків, серед яких Сергій Іванов та Володимир Путін.

## Структура

### Управління
- Управління Р (оперативне планування й аналіз)
- Управління К (контррозвідка)
- Управління С (нелегали)
- Управління ОТ (оперативно-технічне)
- Управління І (комп'ютерна служба)
- Управління Т (науково-технічна розвідка)
- Управління розвідувальної інформації (аналіз та оцінка)
- Управління РТ (операції на території СРСР)

### Служби
- Служба А (активні заходи)
- Служба Р (радіозв'язок)
- Служба А Восьмого управління КДБ (шифрувальні служби)

### Відділи
- США, Канада
- Латинська Америка
- Велика Британія, Австралія, Африка, Нова Зеландія, Скандинавія
- Східна Німеччина, Західна Німеччина, Австрія
- Країни Бенілюксу, Франція, Іспанія, Португалія, Швейцарія, Греція, Італія, Югославія, Албанія, Румунія
- Китай, В'єтнам, Лаос, Камбоджа, Північна Корея
- Таїланд, Індонезія, Японія, Малайзія, Сінгапур, Філіппіни
- Неарабські країни Близького Сходу, а також Афганістан, Іран, Ізраїль, Туреччина
- Англомовні країни Африки
- Франкомовні країни Африки
- Контакти із соціалістичними країнами
- Реєстрація та архіви
- Електронне перехоплення та операції проти шифрувальних служб західних країн
- Індія, Шрі-Ланка, Пакистан, Непал, Бангладеш, Бірма
- Арабські країни Близького Сходу, а також Єгипет
- Еміграція
- Контакти з країнами, що розвиваються

## Керівники
Начальники:
- Олександр Панюшкін (1954–1956)
- Олександр Сахаровський (1956–1972)
- Федір Мортін (1972–1974)
- Володимир Крючков (1974–1989)
- Леонід Шебаршин (1989–1991)
- Євген Примаков (вересень 1991 року)

Перші заступники:
- Федір Мортін (1958–1971)
- Володимир Крючков (1971–1974)
- Борис Іванов (1974–1979)
- Вадим Кірпіченко (1979–1991)